# Careiro
Careiro es un municipio brasileño situado en la Región Metropolitana de Manaos, en el estado de Amazonas. Según el censo de 2021, tiene una población de 30 792 habitantes.